# Charles Meryon
Charles Meryon (1821-1868) fue un artista francés cuya obra fue casi en su totalidad en el grabado, pues sufría de daltonismo.

## Biografía
Nacido en 1821 en París, entre 1850 y 1854 realizó una serie de más de cien aguafuertes inspirados en los viejos barrios de París. Apenas valorado a lo largo de su vida, Meryon es apreciado y reconocido hoy por su estilo preciso y cuidadoso, imbuido de un poético romanticismo y un toque de macabra ironía, como puede verse en su dibujo Le Pont-au-Change, París (1852, Clark Art Institute, Williamstown, Massachusetts). Se le reconoce en general como el grabador más importante de la Francia del siglo XIX. Sus obras más famosas son una serie de imágenes que transmiten su visión distintivamente gótica de París. También sufrió de una enfermedad mental y murió en el asilo de Charenton en 1868.

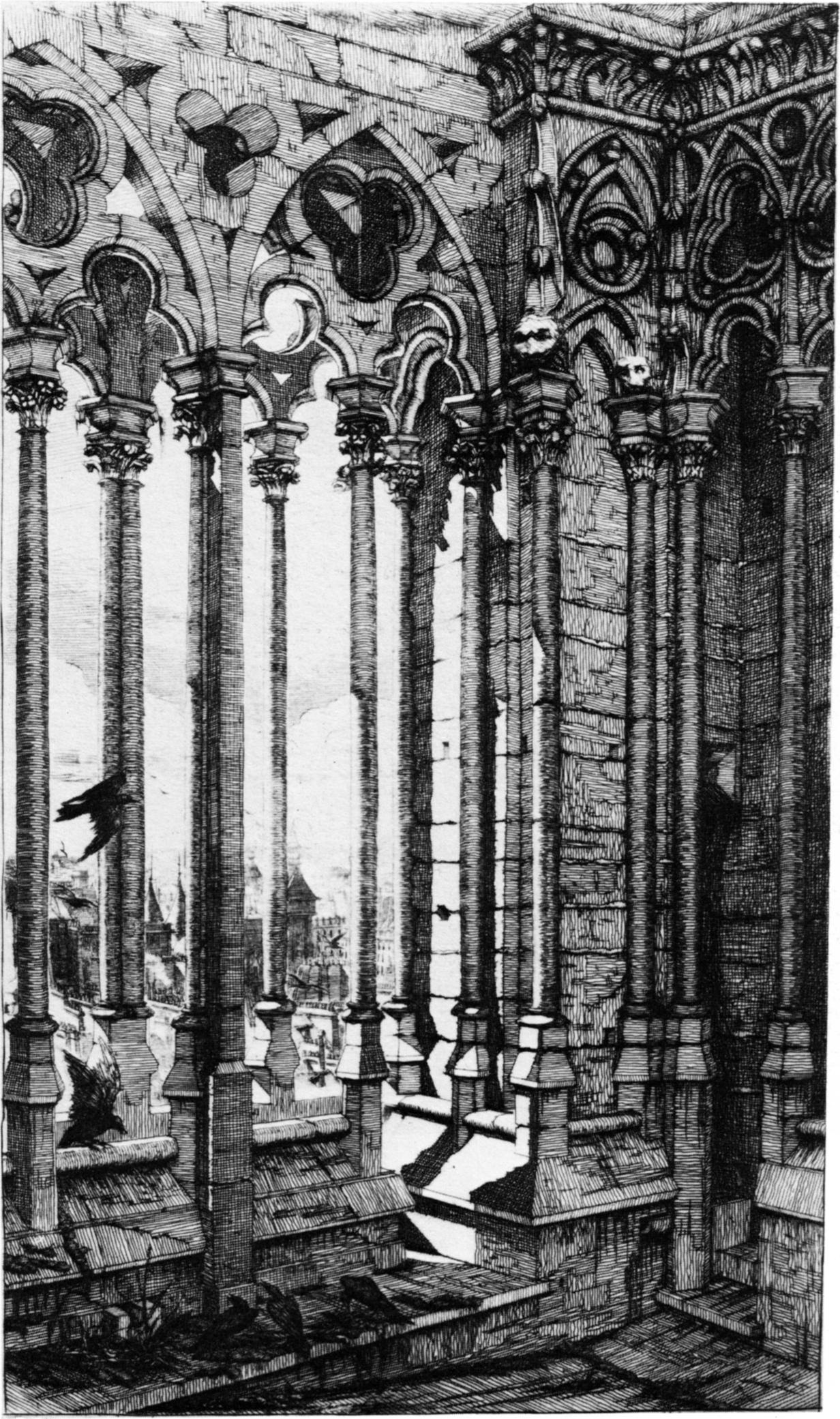
La Galeria de Nôtre-Dame en París, 1853. Grabado. 274 × 161 mm. Rotterdam, Museum Boijmans Van Beuningen (inv.no. L 1968/12)
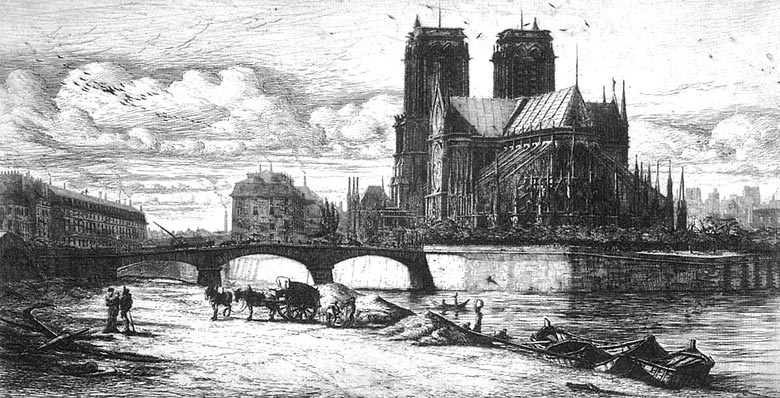
Ábside de Notre Dame, 1850–54. Grabado.
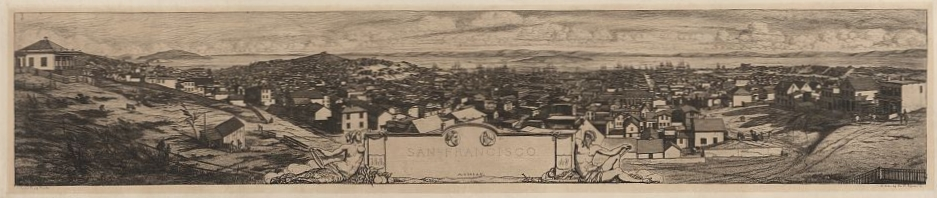
"San Francisco MDCCCLV"
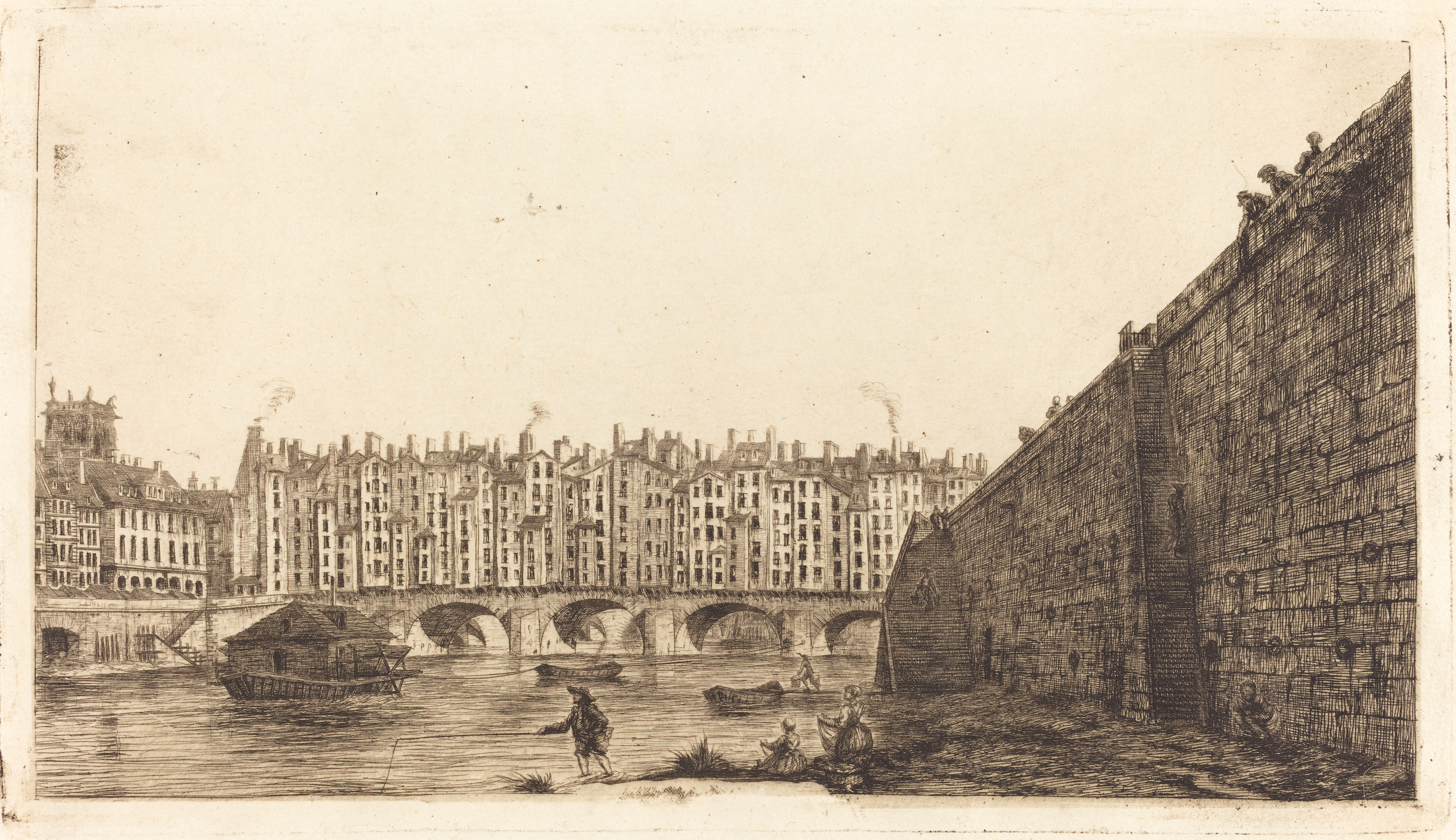
Le Pont-au-Change, París, hacia 1784